# Guy Lombardo
Guy Lombardo (19 de junio de 1902 - 5 de noviembre de 1977) fue un líder de banda y violinista canadiense, más adelante nacionalizado estadounidense.

## Biografía
Su nombre completo era Gaetano Alberto Lombardo, y nació en London (Ontario), Canadá. Su padre, Gaetano, era un cantante aficionado que hizo que cuatro de sus cinco hijos aprendieran a tocar instrumentos para poder acompañarle en sus interpretaciones. Lombardo y sus hermanos formaron su primera orquesta mientras estudiaban en el colegio de secundaria, ensayando en la parte trasera de la sastrería de su padre. La primera actuación pública de Lombardo, junto a su hermano Carmen,  tuvo lugar en 1914 en una reunión en el jardín de una iglesia de London. Su primera grabación tuvo lugar en el lugar en el cual hizo sus legendarias grabaciones el trompetista Bix Beiderbecke—en Richmond, Indiana, en los estudios de Gennett Records—a principios de 1924.
En 1924 Lombardo formó la orquesta "The Royal Canadians" junto a sus hermanos Carmen, Lebert y Victor, además de otros músicos de su lugar natal. El grupo consiguió el éxito internacional, diciendo ellos mismos que creaban "La música más dulce a este lado del cielo." A lo largo de sus vidas, se cree que los hermanos llegaron a vender entre 100 y 300 millones de discos de vinilo.
La orquesta de Lombardo tocó en el local "Roosevelt Grill", en el Hotel Roosevelt de Nueva York entre 1929 y 1959, y las retransmisiones de sus vísperas de Año Nuevo (las cuales siguieron con Lombardo hasta 1976 en el Hotel Waldorf-Astoria) fueron una parte importante de las celebraciones de Año Nuevo en los Estados Unidos. Incluso tras la muerte de Lombardo, los especiales de Año Nuevo de la banda continuaron dos años más con la CBS.
En 1938 Lombardo se nacionalizó ciudadano de los Estados Unidos. The Royal Canadians tocó la tradicional canción Auld Lang Syne como parte de las celebraciones, y la grabación de la canción todavía suena en las celebraciones de año nuevo en Times Square en varias emisoras de radio, después del himno nacional.
Aunque la música de big band de Lombardo fue considerada por algunos seguidores del jazz y del swing como "cursi," el trompetista Louis Armstrong la elogiaba.
En noviembre de 1977 Lombardo sufrió un infarto agudo de miocardio, falleciendo en Houston, Texas. Fue enterrado en el Cementerio Pinelawn Memorial Park de Farmingdale (Nueva York).
Victor dirigió brevemente la banda, pero por poco tiempo. Cuando Lebert cortó su relación con el grupo en 1979, la banda finalmente se disolvió.
En el año 2007 a Lombardo se le incluyó en el Salón de la Fama de la Música de Long Island Music Hall of Fame.

## Otras actividades
Lombardo fue también una figura importante de las carreras de hidroplanos, ganando la Gold Cup en 1946 en su embarcación, Tempo VI, diseñada y construida por la legendaria Hacker-Craft. Posteriormente ganó el trofeo Ford Memorial en 1948 y la Copa del Presidente y la Silver Cup en 1952. Entre 1946 y 1949 fue el campeón de Estados Unidos. Antes de su retirada del deporte a finales de los años cincuenta, había ganado casi todos los trofeos de su campo. En 2002 Lombardo entró a formar parte del Salón de la Fama de los Deportes del Motor de Canadá.
En sus últimos años Lombardo vivió en Freeport (Nueva York), donde mantenía el Tempo VI. También invirtió en un cercano restaurante al que llamó "Guy Lombardo's East Point House." Lombardo fue más adelante promotor y director musical del Teatro Nikon at Jones Beach, creado por Robert Moses. La última producción de Lombardo en Jones Beach fue la puesta en escena en 1977 de la obra Finian's Rainbow, interpretada por Christopher Hewett en el papel del título.

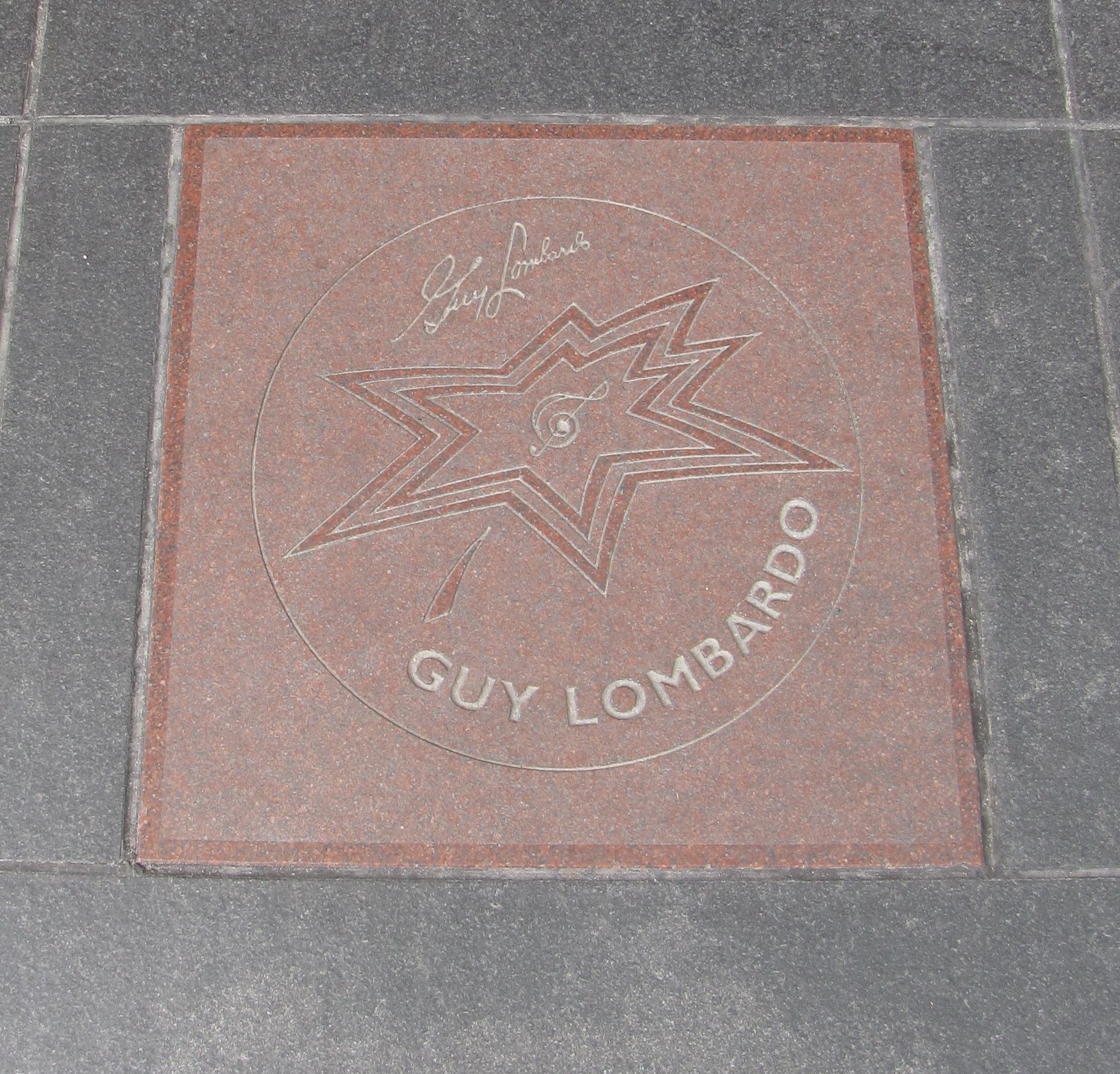
Estrella de Guy Lombardo en el Paseo de la Fama del Canadá.